# Anthony Mendleson
Anthony Mendleson est un costumier britannique né le 7 février 1915 à Londres (Angleterre) et mort le 5 septembre 1996 à Londres.

## Biographie
Après des études d'art en France et en Italie, il commence par faire des décors de théâtre, puis il entre aux Ealing Studios comme créateur des costumes. Il y restera jusqu'à leur fermeture en 1959.

## Filmographie sélective

### Cinéma
- 1949 : Noblesse oblige de Robert Hamer
- 1949 : Passeport pour Pimlico de Henry Cornelius
- 1951 : L'Homme au complet blanc d'Alexander Mackendrick
- 1951 : De l'or en barre de Charles Crichton
- 1954 : Les Hommes ne comprendront jamais de Charles Crichton
- 1954 : La Loterie de l'amour de Charles Crichton
- 1955 : Tueurs de dames d'Alexander Mackendrick
- 1964 : Les Drakkars de Jack Cardiff
- 1964 : La Rolls-Royce jaune d'Anthony Asquith
- 1969 : Ah Dieu ! que la guerre est jolie de Richard Attenborough
- 1971 : Macbeth de Roman Polanski
- 1972 : Alice au pays des merveilles de William Sterling
- 1972 : The Incredible Sarah de Richard Fleischer
- 1972 : Les Griffes du lion de Richard Attenborough
- 1977 : Un pont trop loin de Richard Attenborough
- 1978 : Ces garçons qui venaient du Brésil de Franklin J. Schaffner
- 1979 : La Grande Attaque du train d'or de Michael Crichton
- 1983 : La Forteresse noire de Michael Mann

## Distinctions

### Récompenses
- BAFTA des meilleurs costumes
  - en 1970 pour Ah Dieu ! que la guerre est jolie
  - en 1973 pour Alice au pays des merveilles, pour Macbeth et pour Les Griffes du lion

### Nominations
- Oscar de la meilleure création de costumes
  - en 1973 pour Les Griffes du lion
  - en 1977 pour The Incredible Sarah
- BAFTA des meilleurs costumes
  - en 1965 pour Les Drakkars et pour La Rolls-Royce jaune